# Motulua
Motulua ist ein kleines Motu im nördlichen Riffsaum des Atolls Nukufetau im Inselstaat Tuvalu.

## Geographie
Motulua schließt sich unmittelbar an Teafuaniua im geschlossenen Nordsaum des Atolls an. Nach Nordwesten schließt sich die Insel Teafuanonu an.